# Scape
O *scape é um espaço de dois hectares que se localiza no centro do maior local de compras de Singapura, em Orchard Road. Este é um espaço icónico para os jovens, sendo um espaço para eventos relacionados com a juventude. É um género de parque de diversões ao ar livre, para desportos de rua.
O espaço *scape comprime o *scape Parque da Juventude, o *scape Centro da Juventude e o *scape Campo.
O *scape já sediou eventos de relevo, tais como o Singapore Drum Fest em 2008 ou os Jogos Olímpicos de Verão da Juventude de 2010 (provas de basquetebol.